# Liste der Gedenktafeln und Gedenksteine in Wien/Margareten
Diese Liste der Gedenktafeln und Gedenksteine in Wien/Wieden enthält die Gedenktafeln im öffentlichen Raum des 5. Wiener Gemeindebezirks Margareten. Hauptsächliche Basis dieser Liste ist „Wien Kulturgut“ (der digitale Kulturstadtplan der Stadt Wien).
Neben den wandgebundenen Gedenktafeln sind auch die von der Stadt Wien als Denkmäler klassifizierten Gedenksteine angeführt. Andere Denkmäler sowie Kunstwerke im öffentlichen Raum sind unter Liste der Kunstwerke im öffentlichen Raum in Wien/Margareten zu finden.
Erinnerungssteine sind in der Liste der Erinnerungssteine in Wien-Margareten angeführt.

## Gedenktafeln und Gedenksteine
| Foto |                 | Inschrift | Name                                                                           | Typ         | Standort                                                  | Beschreibung | Metadaten                    |
| ---- | --------------- | --- | ------------------------------------------------------------------------------ | ----------- | --------------------------------------------------------- | --- | ---------------------------- |
| ja   | Datei hochladen | In diesem Haus wohnte bis zu seinem Tode unser Ehrenmitglied ERNST ARNOLD der Schöpfer vieler Wiener Lieder unter anderem „Wann der Herrgott net will nutzt es gar nichts“ Gewidmet vom Humanitären Verein „XIIer Bund“ der Wiener Volkssänger und Artisten. 1962 | Ernst Arnold - Gedenktafel ID: 94432 viennatouristguide                        | Gedenktafel | Hamburgerstraße 20 Standort                               | Steintafel (1962) | Standort: Rüdigerhof         |
| ja   | Datei hochladen | In diesem Haus lebte von 1910 bis 1916 der grosse kroatische Komponist und Musikpädagoge Blagoje Bersa (1873–1934), der Schöpfer der Oper „Eisenhammer“ und der symphonischen Dichtung „Sonnige Felder“ Diese Gedenktafel wurde im Jahre 2005 vom kroatischen Komponistenverband und dem Verein zur Förderung der kroatischen Musik gestiftet | Blagoje Bersa - Gedenktafel                                                    | Gedenktafel | Ramperstorffergasse 16 Standort                           | Steintafel mit Porträtmedaillon (2005) |                              |
| ja   | Datei hochladen | Aus diesem Hause wurde 1941 der sozialistische Freiheitskämpfer Viktor Christ im 37. Lebensjahre zur Justizifizierung abgeholt. | Viktor Christ - Gedenktafel                                                    | Gedenktafel | Margaretengürtel 122–124 Standort                         | Steintafel |                              |
| ja   | Datei hochladen | Franz Domes | Franz Domes - Gedenktafel                                                      | Gedenktafel | Margaretengürtel 126–134 Standort                         | Alfons Riedel, Metalltafel mit Porträtrelief (1932) | Standort: Franz-Domes-Hof    |
| ja   | Datei hochladen | Dr. Anton Peregrin Eiselsberg Professor der Chirurgie an der Universität Wien und Vorstand der I. chirurgischen Klinik 1860–1939 | Anton Peregrin Eiselsberg - Gedenktafel                                        | Gedenktafel | Wimmergasse 40–48 Standort                                | Steintafel |                              |
| ja   | Datei hochladen | in diesem Hause lebte von 1974–1982 Falco Hier schrieb er seinen ersten Welthit »Der Kommissar«. | Falco - Gedenktafel ID: 94710 viennatouristguide                               | Gedenktafel | Ziegelofengasse 37 Standort                               | Metalltafel |                              |
| ja   | Datei hochladen | Dr. Aline Furtmüller 1883–1941 Gemeinderätin und Vorsitzende der sozialdemokratischen Frauenorganisation Landstrasse Hofrat Dr. Carl Furtmüller 1880–1951 Mitschöpfer der Wiener Schulreform und Pionier der Einheitsschule in Österreich | Aline und Carl Furtmüller - Gedenktafel                                        | Gedenktafel | Ziegelofengasse 12–14 Standort                            | Steintafel |                              |
| ja   | Datei hochladen | Hans Gasser (* 2.10.1817 - † 24.4.1868) Österreichischer Bildhauer des romantischen Historismus. Dieses Denkmal schuf sein Schüler Josef Messner. Das Original befindet sich in Villach. | Hans Gasser - Gedenktafel viennatouristguide                                   | Gedenktafel | Standort                                                  | Steintafel in Verbindung mit einer Statue |                              |
| ja   | Datei hochladen | Dem Andenken des Gastwirtes und Bibliographen Franz Haydinger geb. 21. Sept. 1797, gest- 15. Jänn. 1876 der in seinem hier gestandenen Hause das Wirtsgeschäft zu den zwei weissen Krügeln betrieb. Er war ein glücklicher Sammler von Werken zur vaterländischen Geschichte - Topographie und gründlicher Kenner derselben | Franz Haydinger - Gedenktafel ID: 94711 Wien Kulturgut: 94711                  | Gedenktafel | Gartengasse 18 Standort                                   | Steintafel mit metallenem Porträtrelief und Kranzdekor |                              |
| ja   | Datei hochladen | Dieser Wohnhausbau führt seinen Namen nach dem grossen Freiheitsdichter Georg Herwegh | Georg Herwegh - Gedenktafel                                                    | Gedenktafel | Standort                                                  | Steintafel |                              |
| ja   | Datei hochladen | Hier lebte und wirkte Peter Infeld geb. 8. Mai 1942, gest. 15. April 2009 Tenor, Mäzen, Kunstsammler Musiksaitenproduzent Thomastik Infeld Vienna | Peter Infeld - Gedenktafel ID: 94712 viennatouristguide Wien Kulturgut: 94712  | Gedenktafel | Diehlgasse 27 Standort                                    | Josef Lehner, Bronzetafel mit Porträtrelief |                              |
| ja   | Datei hochladen | In diesem Haus wurde am 5. August 1890 der Dirigent Erich Kleiber geboren Gestiftet vom Bezirksmuseum Margareten und der Gesellschaft der Musikfreunde in Wien im Jahre 1990 | Erich Kleiber - Gedenktafel viennatouristguide                                 | Gedenktafel | Kettenbrückengasse 3 Standort                             | Steintafel (1990) |                              |
| ja   | Datei hochladen | DIESE WOHNHAUSANLAGE DER GEMEINDE WIEN WURDE ZUR ERINNERUNG AN DR. H. C. THEODOR KÖRNER 1873–1957 BÜRGERMEISTER VON WIEN 1945–1951 UND BUNDESPRÄSIDENT 1951–1957 BENANNT" | Dr. Theodor Körner – Gedenkstein ID: 42619                                     | Gedenkstein | Reinprechtsdorfer Straße 1–1C, Margaretengürtel. Standort | Ferdinand Welz, Steinkubus mit Bronzerelief von Theodor Körner und seitlichen Inschriften (die andere Seite bringt den Erklärungstext zur Wohnhausanlage) (1960) | Standort: Theodor-Körner-Hof |
| ja   | Datei hochladen | Thomas Koschat geboren 8. VIII. 1845 gestorben 29. V. 1914 Dem Andenken des Kärntner Tondichters der in diesem Hause wirkte und starb, seine Landsleute und Verehrer 1924. | Thomas Koschat - Gedenktafel ID: 94713 viennatouristguide                      | Gedenktafel | Strobachgasse 2 Standort                                  | Steintafel mit bronzenem Porträtmedaillon (1924) |                              |
| ja   | Datei hochladen | In diesem Haus wurde am 22. Jänner 1911 der sozialdemokratische Politiker u. Staatsmann Bruno Kreisky geboren. Er diente der Republik Österreich als: Staatssekretär 1953–1958 Außenminister 1959–1966 Bundeskanzler 1970–1983 | Bruno Kreisky - Gedenktafel ID: 94714 viennatouristguide Wien Kulturgut: 94714 | Gedenktafel | Schönbrunner Straße 122 Standort                          | Steintafel (1992) |                              |
| ja   | Datei hochladen | Diese Wohnhausanlage wurde zur Erinnerung an Eduard Leisching 1858–1938 Direktor des österreichischen Museums für Kunst und Industrie und Gründer des Wiener Volksbildungsvereins benannt | Eduard Leisching - Gedenktafel                                                 | Gedenktafel | Johannagasse 29–35 Standort                               | Steintafel |                              |
| ja   | Datei hochladen | In diesem Hause wohnte Dr. Karl Lueger in den Jahren 1892–1897 als der Plan zur Erbauung der Städtischen Gaswerke ausgear- beitet und mit seiner Durchführung begonnen wurde Die Gemeinde Wien, Städtische Gaswerke | Karl Lueger - Gedenktafel ID: 94715                                            | Gedenktafel | Hamburgerstraße 9 Standort                                | Steintafel mit Relief und bronzenem Porträtrelief |                              |
| ja   | Datei hochladen | Maria-Restituta-Hof Schwester Maria Restituta wurde am 1. Mai 1894 als Helene Kafka in Husowitz bei Brünn geboren. Sie trat im 20. Lebensjahr in die Kongregation der Schwestern des III. Ordens des Heiligen Franziskus, genannt "Von der christlichen Liebe" ein und wurde im Krankenhaus Lainz in der Krankenpflege ausgebildet. Ab 1919 wirkte sie als Operationsschwester im Krankenhaus Mödling. Ihr furchtloses Eintreten für Glaube und Menschenwürde brachte sie bald in Konflikt mit der nationalsozialistischen Diktatur. von einem SS-Arzt denunziert, wurde sie 1942 wegen "Vorbereitung zu Hochverrat" zum Tode verurteilt und am 30. März 1943 im Landesgericht Wien enthauptet.                                                                                  | Schwester Maria Restituta - Gedenktafel                                        | Gedenktafel | Pannaschgasse 6 Standort                                  | Steintafel |                              |
| ja   | Datei hochladen | Matteotti 1885 1924 | Giacomo Matteotti - Gedenktafel ID: 42651 Wien Kulturgut: 42651                | Gedenktafel | Siebenbrunnenfeldg. 26–30 / Fendigasse 36 Standort        | Luise Wolf, Bronzetafel mit Porträtrelief (1966) |                              |
| ja   | Datei hochladen | Hier stand das Haus „zum schwarzen Bären“ in dem am 6. August 1880 Johann Julier geboren wurde, der als Volksschauspieler Hans Moser in die Unsterblichkeit der Kunst einging. Gewidmet 1965 vom Kulturklub | Hans Moser - Gedenktafel ID: 94716 viennatouristguide                          | Gedenktafel | Rechte Wienzeile 93–95 Standort                           | Steintafel (1965) |                              |
| ja   | Datei hochladen | Hier lebte und wirkte: Richard Österreicher geb. 1900 † 1949 Er schuf Werke der Mandolinenmusik mit echt wienerischer Note. Verband vereinigter Mandolinenvereine. | Richard Österreicher - Gedenktafel viennatouristguide                          | Gedenktafel | Embelgasse 31 Standort                                    | Steintafel |                              |
| ja   | Datei hochladen | Julius Popp 1849–1902 von Beruf Schuhmacher Sozialpolitiker und Pionier der österreichischen Arbeiterbewegung | Julius Popp - Gedenktafel                                                      | Gedenktafel | Margaretengürtel 76–80 Standort                           | Steintafel |                              |
| ja   | Datei hochladen | Emmerich Sailer 11. 9. 1908 bis 30. 7. 1969 Gemeinderat und Landtagsabgeordneter von 1954 bis 1969 | Emmerich Sailer - Gedenktafel                                                  | Gedenktafel | Kliebergasse 8 Standort                                   | Steintafel |                              |
| ja   | Datei hochladen | Franz Schubert sein Leichnam wurde am 21. IX. 1828 in dieser Kirche ein- gesegnet. Wiener Schubertbund im Jahre 1928 | Franz Schubert - Gedenktafel ID: 94717 viennatouristguide                      | Gedenktafel | Schönbrunner Straße 52 Standort                           | Robert Ullmann, Steintafel mit Porträtreliefs und Reliefs trauernder Frauen (1928)                                                                               |                              |
| ja   | Datei hochladen | Friederike Seidl wurde am 22. 1. 1936 in wien- Margareten geboren. Sie erlernte den Beruf einer kaufmännischen Angestellten. Ihre politische Tätig- keit begann sie 1952 bei der sozialistischen Ju- gend. 1961 wurde Friederike Seidl vorsitzende der sozialdemokratischen Frauen ihres Heimat- bezirks Margareten und später von ganz Wien. Als Landtagsabgeord- nete und Gemeinde- rätin der Stadt Wien ab 1969 und ab 1983 als amtsführende Stadt- rätin für Personal Angelegenheiten und Konsumenten- Schutz hat Friederike Seidl ein Frauenförde- rungsprogramm für den Gemeindedienst ausgearbeitet das die Aufstiegschancen der Frauen wesentlich ver- besserte und vom Europarat als Beispiel- gebend bezeichnet wurde. Friederike Seidl starb am 14. 11. 1987 in Wien. | Friederike Seidl - Gedenktafel                                                 | Gedenktafel | Viktor-Christ-Gasse 15–17 Standort                        | Steintafel |                              |
| ja   | Datei hochladen | An dieser Stelle stand das Haus, in dem der Meister des Wienerlieds Heinrich Strecker am 24. Februar 1893 geboren wurde. Gestiftet vom Bezirksmuseum Margareten im Jahre 1994 | Heinrich Strecker - Gedenktafel                                                | Gedenktafel | Anzengrubergasse 10 Standort                              | Steintafel (1994) |                              |
| BW   | Datei hochladen | Max Tober geb. 29. 9. 1894, gest. 27. 3. 1950 Bezirksvorsteher von Margareten 1945–1950 Während seiner Amtsperiode als Bezirks- vorsteher von Margareten wurden die ärgsten Kriegsschäden des 2. Weltkrieges im Bezirk beseitigt. Der Tod ereilte ihn mitten in seiner Arbeit bei der Erörterung von Wohnbauproblemen. | Max Tober - Gedenktafel                                                        | Gedenktafel | Johannagasse 7 Standort                                   | Steintafel |                              |
| ja   | Datei hochladen | In diesem Hause starb am 8. November 1890 Karl Freiherr von Vogelsang der grosse Vorkämpfer der katholischen Sozialreform. | Karl von Vogelsang - Gedenktafel ID: 94719                                     | Gedenktafel | Laurenzgasse 3 Standort                                   | Steintafel |                              |
| ja   | Datei hochladen | In diesem Hause verstarb am 27.12.1946 der beliebte Operettenkomiker Richard Waldemar Gestiftet von der Vereinigung "Robert Posch" Initiator vom "Tag des Wienerliedes" | Richard Waldemar - Gedenktafel ID: 94721 viennatouristguide                    | Gedenktafel | Wehrgasse 22 Standort                                     | Steintafel |                              |
| ja   | Datei hochladen | Auf dem benachbarten Grundstück stand eine 1908–1910 nach Plänen des Architekten Jakob Gartner erbaute Synagoge. Zerstört in der „Reichskristallnacht“ am 10. November 1938. | Jubiläumstempel - Gedenktafel ID: 94718 Wien Kulturgut: 94718                  | Gedenktafel | Standort                                                  | Metalltafel (1988) |                              |
| ja   | Datei hochladen | St. Johann Park errichtet unter dem Bürgermeister Dr. Karl Lueger im Jahre 1908 | Gründungsstein St. Johann Park ID: 71010 Wien Kulturgut: 71010                 | Gedenkstein | Dr.-Bruno-Kreisky-Park, Margaretengürtel. Standort        | Unbehauener Findling mit Inschriftentafel (1908) |                              |
| ja   | Datei hochladen | An dieser Stelle errichtete der am 22. Jänner 1887 gegründete Wiener Volksbildungsverein sein Gebäude, das am 10. Jänner 1909 durch Obmann Univ.-Prof. Dr. Friedrich Jodl feierlich eröffnet wurde. Sponsor Hofrat Mag. Dr. Karl Foltinek | Eröffnung des Wiener Volksbildungsvereins 1909 - Gedenktafel ID: 97654         | Gedenktafel | Stöbergasse 11–15 Standort                                | Steintafel (2001) |                              |